# Виртуален сървър
Виртулен сървър (на английски: virtual private server (VPS) или virtual dedicated server (VDS)) представлява виртуална машина, която има почти същите приложения, като реалните физически машини.
На една физическа машина могат да работят много виртуални сървъри.

## Технология
Всеки виртуален сървър ползва своя собствена операционна система, на която клиентите могат да инсталират голям брой, разнообразни програми, които се поддържат от съответната операционна система.

## Видове

### VPS (Virtual Private Server)
При VPS сървърите ресурсите на машината се споделят между всички потребители, и всеки от тях има достъп до ограничени количества от тях. VPS са с доста по-ниска цена от VDS и поради това, често са предпочитани от компании с по-малък бизнес.
Едно от най-честите им приложения е за поддържане на интернет страници. Все по-голяма популярност има и употребата на VPS за Форекс търговия с така наречените форекс роботи.

### VDS (Virtual Dedicated Server)
При VDS сървърите се използва отделна реална машина за всеки потребител. Това предоставя възможност на клиентите да изберат характеристиките на машината и операционната система, в зависимост от нуждите им. Те имат значително по-голям достъп до сървъра, в сравнение с потребителите на VPS. Това значително повишава цената на VDS.

## VPS хостинг
Неограниченият хостинг, предлага обмен на данни, без ограничения за количеството. Обикновено, той е предлаган със скорост до 10 Mbit/s (Мегабита в секунда), 100Mbit/s, 1000 Mbit/s, а някой достигат дори до 10Gbit/s. Това означава че теоретично за 1 месец, клиентите имат възможност да ползват приблизително 3,33 TB, на 10Mbit/s, 33TB, на 100Mbit/s, и 333TB, на 1000Mbit/s скорост. Реално тези параметри ще са много по-ниски, заради споделянето на машините за много виртуални сървъри. Неограничените дискови пространства и скорости на свързване, са на практика нереални, заради технически ограничения.

## laaS cloud
IaaS (Infrastructure as a Service)е една от трите основни категории на облачните услуги. Другите са: Software as a Service (SaaS) и Platform as a service (PaaS). Доставчиците на IaaS предлагат на клиентите си физически или по-често виртуални машини, както и други услуги. Потребителите отговарят за софтуерната поддръжка на сървърите, като имат достъп чрез интернет, или така наречените „носещи облаци“, лични, виртуални мрежи. Доставчиците се грижат за поддръжката на самите машини.